# Pozzallo
Pozzallo település Olaszországban, Szicília régióban, Ragusa megyében. Lakosainak száma 18 879 fő (2023. január 1.). Pozzallo Modica és Ispica községekkel határos.

## Népesség
A település lakossága az elmúlt években az alábbi módon változott:
| Lakosok száma | 18 730 | 19 466 | 18 879 |
|               | 2007   | 2018   | 2023   |